# Dvärgslevmossa
Dvärgslevmossa (Jungermannia jenseniana) är en levermossart som beskrevs av Riclef Grolle. Dvärgslevmossa ingår i släktet slevmossor, och familjen Jungermanniaceae. Arten är reproducerande i Sverige.